# San Servolo
San Servolo, auch San Servilio, ist eine Insel in der Lagune von Venedig südöstlich von San Giorgio Maggiore. Die flache Insel erreicht eine Höhe von nur einem Meter. Die Insel ist 380 Meter lang und bis zu 155 Meter breit, bei einer Fläche von fünf Hektar, genauer 48.442 m².
Ab dem 8. Jahrhundert bewohnten fast fünfhundert Jahre lang Benediktinermönche  dieses Eiland, ihnen folgten die Nonnen vom Kloster der Santissimi Leone e Basso von der Inselhauptstadt Metamaucum (fälschlich: Malamocco), das von einer Sturmflut zerstört worden war. Nach ihrem Weggang Anfang des 15. Jahrhunderts wurde die Lücke durch 142 Nonnen geschlossen, die 1648 von den Türken von der Insel Kreta vertrieben worden waren. Zu Beginn des 18. Jahrhunderts waren jedoch nur mehr wenige von ihnen auf San Servolo zu finden, 1715 wurde die Insel für den Bau eines Hospitals vorgesehen. Die dazugehörige Kirche wurde von Tommaso Temanza entworfen. Aufgenommen wurden geistig Behinderte. 1834 wurden die weiblichen Insassen von der Insel nach San Clemente verbracht.
Durch die Verlegung der Krankenhäuser in die Stadt Venedig in der Mitte des 20. Jahrhunderts war eine geänderte Widmung des Hauses notwendig geworden. Es wurde eine geschlossene psychiatrische Anstalt eingerichtet. Am 20. Mai 2006 wurde das “Museo del Manicomio di San Servolo – La follia reclusa” eröffnet, das den Fokus auf die Segregation und Stigmatisierung der Insassen in der damaligen Psychiatrie legt.
Zu Beginn der 1970er Jahre entschied die Regionalregierung die Verlegung der Psychiatrie auf das Festland, da man die Insel anderen Zwecken zuführen wollte. Am 24. Oktober 1979 wurde von der Regierung die „Fondazione San Servolo“ gestiftet, die ihrerseits das „Istituto per le Ricerche e gli Studi sull´Emarginazione Sociale e Culturale“ (Institut zur Erforschung sozialer und kultureller Ausgrenzungen) mit Sitz auf der Insel gründete. 1995 entstand auf San Servolo die Venice International University, eine Gemeinschaftseinrichtung der Universitäten Venedig, Barcelona, München und Durham.
Weiterhin wurde 1977 dort das „Europäische Zentrum Venedig für die Berufe in der Denkmalpflege“ (Centro Europeo di Venezia per i Mestieri della Conservazione del Patrimonio Architettonico) eingerichtet als ausführendes Organ einer Stiftung, die vom Europarat, der Europäischen Gemeinschaft, dem Europäischen Parlament, der UNESCO und nationalen Verbänden und Ministerien gegründet wurde.
Ziel des Zentrums ist es, Ausbildungskurse für Handwerker im Kunsthandwerk, welche in der Denkmalpflege tätig sind oder werden wollen, zu organisieren.
Im Laufe der Jahre hat sich die Ausbildungsaktivität des Zentrums immer stärker zwei zusätzlichen Zielen gewidmet: der Spezialisierung in den traditionellen Restaurierungstechniken, aber auch modernen Bautechniken sowie der Anwendung von traditionellen und innovativen Techniken für eine regelmäßige Instandhaltung und eine nachhaltige Konservierung.
Aus diesem Grund richten sich die Kurse nicht ausschließlich an Handwerker, sondern auch an Architekten, Techniker und Unternehmer. Das Zentrum befindet sich seit 2007 nicht mehr auf der Insel San Servolo, sondern ist jetzt in Thiene (Venetien) ansässig.

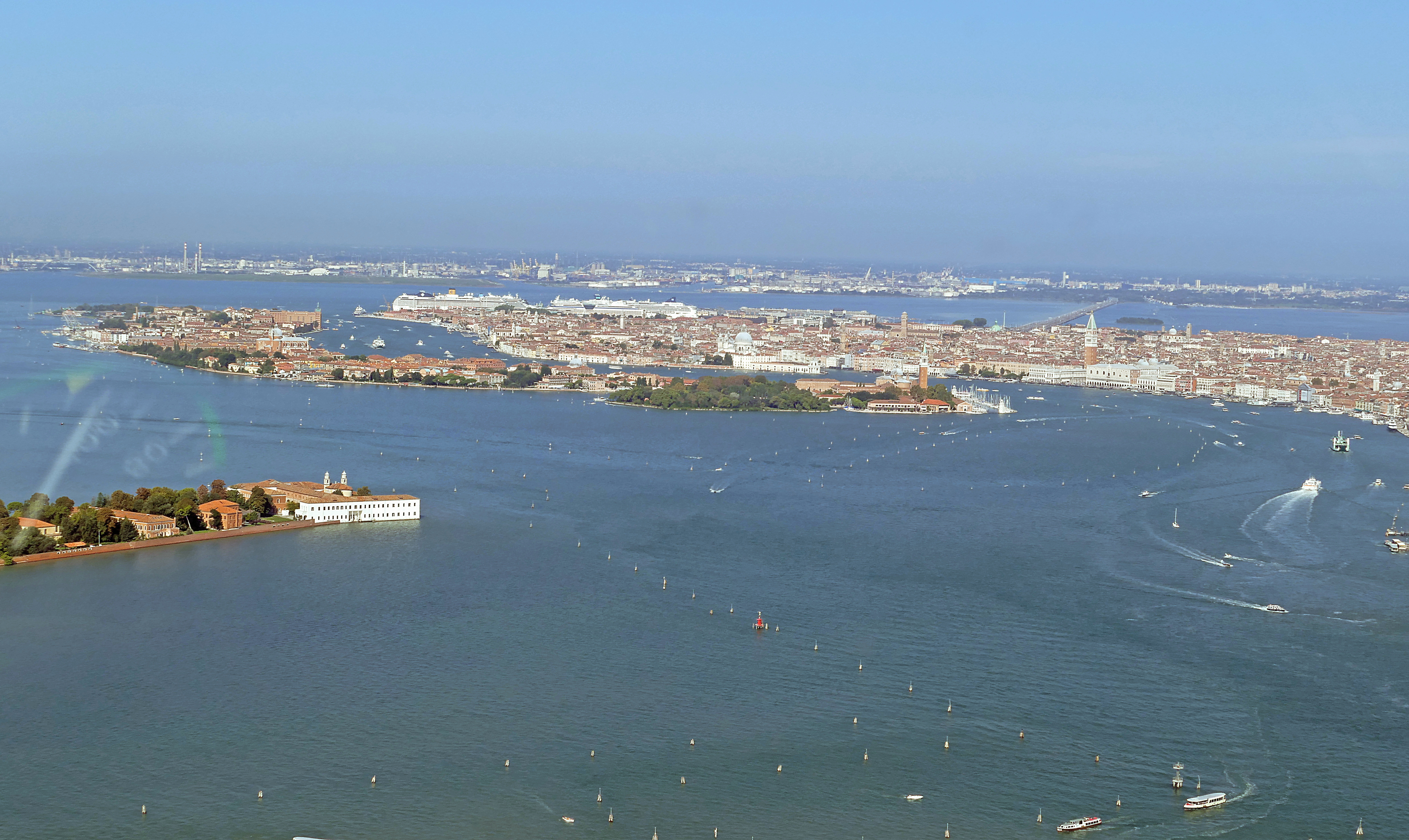
Luftbild von Venedig in Richtung San Giorgio Maggiore und Dorsoduro. Im Vordergrund links Gebäude auf San Servolo.

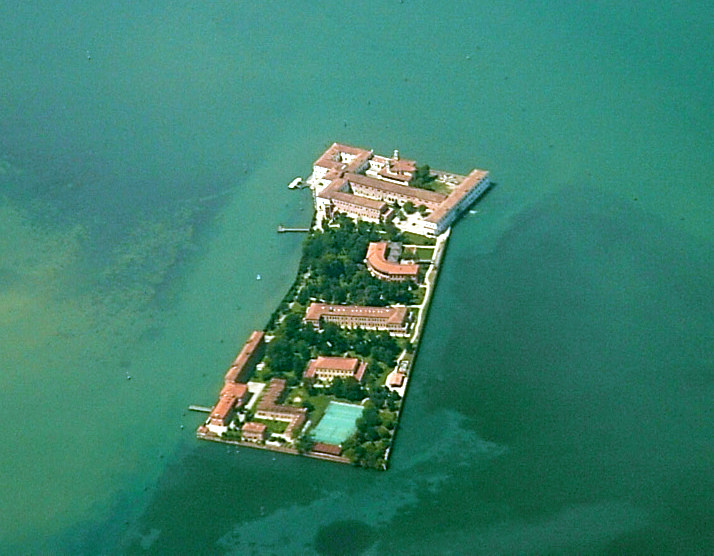
Luftbild

Bemerkenswert ist auch die reichhaltige Flora der Insel.